# Fumiya Kogure
Fumiya Kogure (japanisch 木暮 郁哉 Kogure Fumiya; * 28. Juni 1989 in Tokio, Präfektur Tokio) ist ein japanischer Fußballspieler.

## Karriere
Fumiya Kogure erlernte das Fußballspielen in der Jugendmannschaft von Mitsubishi Yowa in Sugamo. Seinen ersten Vertrag unterschrieb er 2008 bei Albirex Niigata. Der Verein spielte in der höchsten Liga des Landes, der J1 League. 2013 wurde er an den in der zweiten Liga spielenden Mito HollyHock ausgeliehen. Für Mito absolvierte er 15 Ligaspiele. Azul Claro Numazu, ein Klub, der in der Japan Football League spielte, lieh ihn die Saison 2014 aus. 2015 ging er nach Singapur. Hier schloss er sich Albirex Niigata (Singapur), einem Ableger des japanischen Zweitligisten Albirex Niigata, an. Der Club spielte in der höchsten Liga, der S. League. Der Ligakonkurrent Hougang United nahm ihn ab 2016 für zwei Jahre unter Vertrag. Die Saison 2018 spielte er beim Zweitligisten Geylang International. 2019 verließ er Singapur. Der kambodschanische Erstligist Soltilo Angkor nahm ihn Anfang 2019 unter Vertrag. Mit dem Klub aus Siem Reap spielt er in der höchsten Liga des Landes, der Cambodian League. Nach zwei Jahren wechselte er im Januar 2021 für ein Jahr zum Ligakonkurrenten Nagaworld FC.

## Erfolge
Albirex Niigata (Singapur)
- Singapore Cup: 2015
- Singapore League Cup: 2015

## Auszeichnungen
S. League
- Fußballer des Jahres: 2015